# Suzuki Alto Lapin
L'Alto Lapin est une voiture produite par le constructeur automobile japonais Suzuki depuis 2002. Cette voiture est disponible exclusivement au Japon où elle appartient à la catégorie très prisée des keijidosha. Le nom est bien entendu inspiré du mot français "Lapin".

## Première génération

### Carrosserie
La carrosserie est basée sur celle de la Suzuki Alto et sa forme carrée s'avère populaire auprès de la gent féminine. Sa calandre s'inspire de celle de la Nissan Cube.

### Moteur
La Suzuki Alto Lapin est doté d'un moteur de 658cm3 développant 54 ch. Le même moteur équipé d'une aspiration turbo développe 64 ch. La première génération était équipée d'une boîte automatique à 4 vitesses. La deuxième génération peut en plus bénéficier d'une boîte à variateur (CVT) ; celle-ci est montée d'office sur les versions turbo.

## Deuxième génération
La seconde génération de Suzuki Alto Lapin est présentée en décembre 2008 pour une commercialisation début 2009.

## Troisième génération
La troisième génération de Lapin est présentée en juin 2015.

## Quatrième génération
Le 4e opus d'Alto Lapin est présentée en juin 2022,.
L'Alto Lapin IV dispose d'un écran d'info-divertissement de 7 pouces.